# Cazats
Cazats é uma comuna francesa na região administrativa da Nova Aquitânia, no departamento da Gironda. Estende-se por uma área de 7,54 km². Em 2010 a comuna tinha 423 habitantes (densidade: 56,1 hab./km²).